# Kaufhaus Nr. 1
Das Kaufhaus Nr. 1 ist ein Einkaufszentrum in der nordkoreanischen Hauptstadt Pjöngjang.

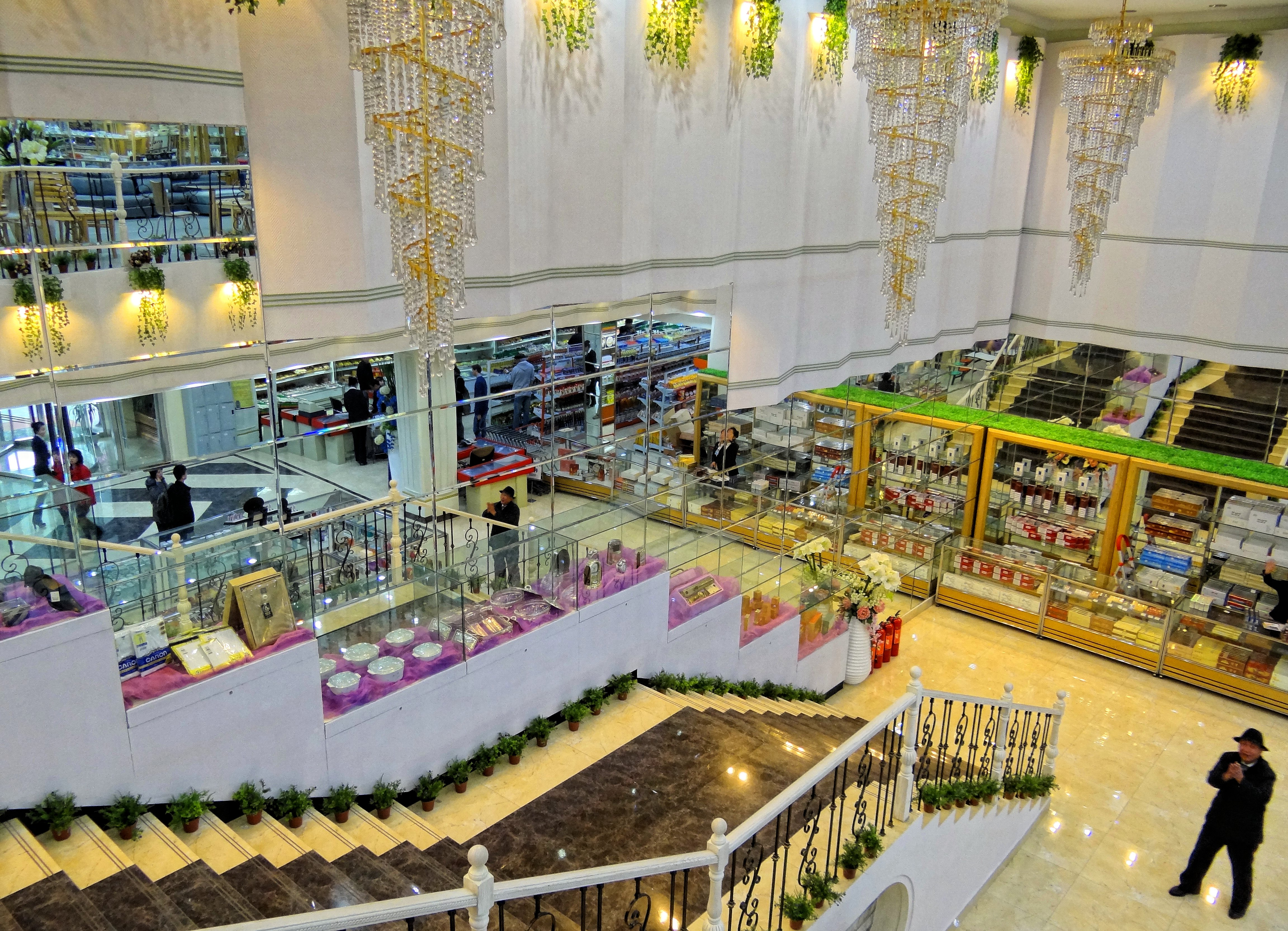
Blick in das Erdgeschoss

Es befindet sich an der Sungri-Straße im Dong Jongro-dong des Stadtbezirkes Chung-guyŏk. Die Eröffnung fand 1982 statt. Mit einer Fläche von 40.000 m² auf neun Etagen ist es das größte des Landes. In diesem Kaufhaus wird ausschließlich der Nordkoreanische Won akzeptiert. Auch ausländische Touristen, die sonst immer alles mit Devisen bezahlen müssen, können in diesem Kaufhaus nur mit Won bezahlen. Im Kaufhaus gibt es eine Wechselstelle (für 10 Euro bekommt man 88.000 Won). Dieses Kaufhaus bietet Touristen die einzige Möglichkeit in ganz Nordkorea, an einheimische Währung zu kommen und damit zu bezahlen. Die Auswahl wird als „moderat“ bezeichnet.
Betrieben wird es von einem nordkoreanisch-chinesischen Joint Venture.